# خنيس (همدان)

تعديل مصدري - تعديل

خنيس هي إحدى قرى عزلة ربع همدان بمديرية همدان التابعة لمحافظة صنعاء، بلغ تعداد سكانها 130 نسمة حسب تعداد اليمن لعام 2004.